# Hyblaea ibidias
Hyblaea ibidias is een vlinder uit de familie van de Hyblaeidae. De wetenschappelijke naam van de soort is voor het eerst geldig gepubliceerd in 1902 door Turner.